# 巴里大飯店
巴里大飯店（Gran Hotel Bali）是位於西班牙貝尼多姆的一座摩天大樓，高186公尺。2002年完工時，巴里大飯店超越畢卡索大樓成為西班牙第一高樓，直到2006年被太空大樓超越。